# Victoriano Balasanz
Victoriano Balasanz Sánchez (Castiliscar, 1854-Montevideo, 1929) fue un pintor español.

## Biografía

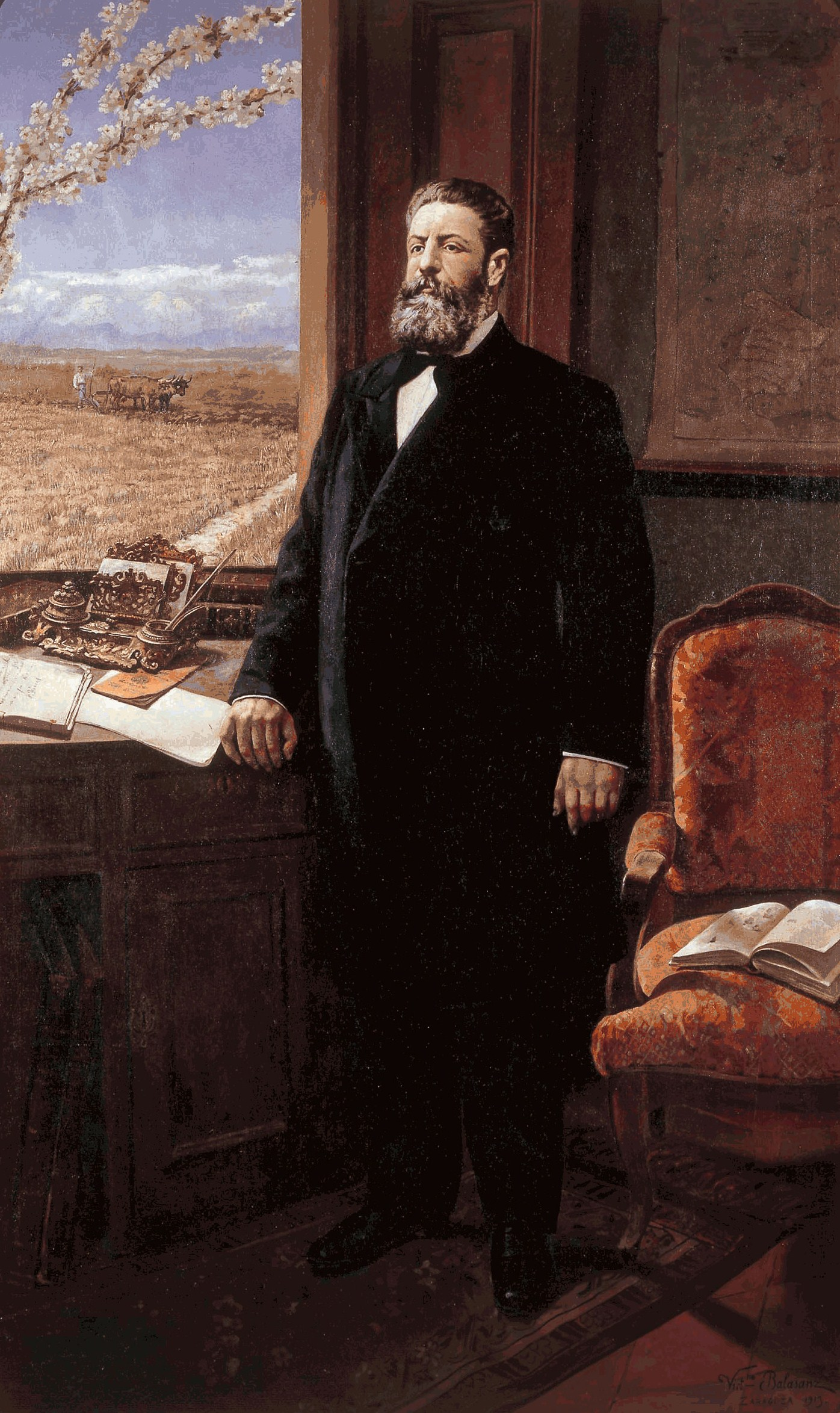
Retrato póstumo de Joaquín Costa, obra de Victoriano Balasanz en 1913.

Nació el 23 de marzo de 1854 en la localidad zaragozana de Castiliscar, si bien gran parte de su trayectoria vital se circunscribió a la capital aragonesa. Cultivó la pintura de historia, de una forma «un tanto fría y desmañada» en palabras de Torralba Soriano, y también realizó algún cartel. Afín al espiritismo, falleció el 27 de octubre de 1929 en Montevideo, tras haber emigrado a Sudamérica a una edad avanzada.